# Myrmecotypus rettenmeyeri
Myrmecotypus rettenmeyeri là một loài nhện trong họ Corinnidae.
Loài này thuộc chi Myrmecotypus. Myrmecotypus rettenmeyeri được miêu tả năm 1965 bởi Unzicker.